# Маркин, Иван Алексеевич
Иван Алексеевич Маркин (15 августа 1922 — 25 октября 1984) — наводчик 45-мм пушки 74-го гвардейского стрелкового полка, гвардии старший сержант — на момент представления к награждению орденом Славы 1-й степени.

## Биография
Родился 15 августа 1922 года в городе Петрограде. Окончил 7 классов. Работал на заводе слесарем.
В 1941 году был призван Красную Армию. В боях Великой Отечественной войны с февраля 1942 года. Воевал в артиллерии наводчиком 45-мм пушки. В составе 74-го гвардейского стрелкового полка 27-й гвардейской стрелковой дивизии участвовал в обороне Сталинграда. Был награждён первой наградой — медалью «За отвагу». В составе этой части прошел до конца войны, участвовал в Изюм-Барвенковской, Донбасской, Запорожской, Никопольско-Криворожской, Березнеговато-Снигирёвской, Одесской, Люблин-Брестской, Варшавско-Познанской и Берлинской наступательных операциях. Член ВКП/КПСС с 1944 года.
15—16 мая 1944 года, гвардии старший сержант Маркин, форсировав реку Днестр северо-западнее города Тирасполь, из орудия разрушил 2 блиндажа противника, уничтожил 5 солдат, а при отражении контратаки уничтожил 2 пулемета и снайпера.
Приказом от 4 июля 1944 года гвардии старший сержант Маркин Иван Алексеевич награждён орденом Славы 3-й степени.
Днем 2 августа 1944 года расчет гвардии старшего сержанта Маркина под сильным огнём противника в числе первых начал форсирование Вислы у города Магнушев. Когда буксир был разбит вдребезги, по приказу Маркина находившиеся на пароме солдаты бросились в воду и отбуксировали паром к вражескому берегу. Достигнув левого берега, расчет сразу занял место в боевых порядках пехоты, помогая стрелковым подразделениям отбивать атаку за атакой. За время боев по расширению плацдарма орудие Маркина уничтожило пять блиндажей, бронетранспортер, три станковых пулемета, снайперское гнездо и до пятидесяти солдат противника.
Приказом от 15 октября 1944 года гвардии старший сержант Маркин Иван Алексеевич награждён орденом Славы 2-й степени.
14 января 1945 года в боях северо-восточнее города Радом на левом берегу реки Висла гвардии старший сержант Маркин из орудия поразил 2 вражеских пулемета с расчетами. В районе населенного пункта Завада ликвидировал свыше 10 вражеских солдат. Войну закончил в Берлине.
Указом Президиума Верховного Совета СССР от 31 мая 1945 года за мужество, отвагу и бесстрашие, проявленные в боях с немецкими захватчиками, гвардии старший сержант Маркин Иван Алексеевич награждён орденом Славы 1-й степени. Стал полным кавалером ордена Славы.
В 1947 году был демобилизован. Вернулся в родной город Ленинград. Работал бригадиром слесарей компрессорной станции ленинградской прядильно-ткацкой фабрики «Рабочий». Скончался 25 октября 1984 года. Похоронен на Большеохтинском кладбище Ленинграда.
Награждён орденами Октябрьской Революции, Красной Звезды, Славы 3-х степеней, медалями.